# Аугустово (Вишковський повіт)
Аугустово (пол. Augustowo) — село в Польщі, у гміні Длугосьодло Вишковського повіту Мазовецького воєводства.
Населення — 169 осіб (2011).
У 1975-1998 роках село належало до Остроленцького воєводства.

## Демографія
Демографічна структура станом на 31 березня 2011 року:
|          | Загалом | Допрацездатний вік | Працездатний вік | Постпрацездатний вік |
| -------- | ------- | ------------------ | ---------------- | -------------------- |
| Чоловіки | 89      | 22                 | 60               | 7                    |
| Жінки    | 80      | 20                 | 40               | 20                   |
| Разом    | 169     | 42                 | 100              | 27                   |